# Hypocalymma gardneri
Hypocalymma gardneri är en myrtenväxtart som beskrevs av P.Arne K. Strid och Gregory John Keighery. Hypocalymma gardneri ingår i släktet Hypocalymma och familjen myrtenväxter. Inga underarter finns listade i Catalogue of Life.